# Kondé-Tangaye
Pour les articles homonymes, voir Kondé et Tangaye.
Kondé-Tangaye est une commune rurale située dans le département de Rambo de la province du Yatenga dans la région Nord au Burkina Faso.

## Géographie
Kondé-Tangaye se trouve à 4 km au sud de Rambo, le chef-lieu du département, et à environ 45 km au sud-est de la ville de Séguénéga.

## Santé et éducation
Kondé-Tangaye accueille un dispensaire isolé tandis que le centre de santé et de promotion sociale (CSPS) le plus proche est celui de Rambo et que le centre médical avec antenne chirurgicale (CMA) se trouve à Séguénéga.